# Richmond Hill (Georgia)
Richmond Hill ist eine Stadt im Bryan County des US-Bundesstaates Georgia. Sie hat 16.633 Einwohner (Stand: 2020) und ist Teil der Metropolregion Savannah.

## Geschichte
Richmond Hill ist historisch mit dem Industriellen Henry Ford verbunden. Ford nutzte die Stadt, die früher als Ways Station bekannt war, als Winterquartier und als philanthropische Modellstadt, indem er in den 1930er Jahren den als Ford Farms bekannten Komplex entlang des Ogeechee River errichtete. Nach nur einem Besuch wählte er diese Gegend als sein Winterquartier. Fords Wohnhaus wurde an der Stelle der Richmond Plantation errichtet, die von Teilen der Armee von General William T. Sherman im Sezessionskrieg niedergebrannt worden war. Ford war auch für den Bau einer Reihe von öffentlichen Gebäuden verantwortlich, darunter ein Kindergarten, in dem heute das Museum der Richmond Hill Historical Society untergebracht ist, und eine Kapelle, welche heute eine Kapelle ist. 1962 wurde Richmond Hill als eine Gemeinde gegründet und zu einer Vorstadtsiedlung von Savannah.

## Demografie
Nach der Volkszählung von 2020 leben in Richmond Hill 16.633 Menschen. Die Bevölkerung teilte sich im selben Jahr auf in 63,3 % Weiße, 18,3 % Afroamerikaner, 0,4 % amerikanische Ureinwohner, 4,1 % Asiaten, 3,4 % andere und 10,4 % mit zwei oder mehr Ethnizitäten. Hispanics oder Latinos aller Ethnien machten 10,9 % der Bevölkerung aus. Das mittlere Haushaltseinkommen lag 2019 bei 71.438 US-Dollar und die Armutsquote bei 16,2 %.